# Pitts Town Airport
Pitts Town Airport är en flygplats i Bahamas. Den ligger i den sydöstra delen av landet, 400 km sydost om huvudstaden Nassau. Pitts Town Airport ligger 2 meter över havet. Den ligger på ön Crooked Island.
Terrängen runt Pitts Town Airport är mycket platt. Havet är nära Pitts Town Airport åt nordväst. Trakten runt Pitts Town Airport är nära nog obefolkad, med mindre än två invånare per kvadratkilometer.. Närmaste större samhälle är Colonel Hill, 16,8 km sydost om Pitts Town Airport.
Trakten runt Pitts Town Airport består huvudsakligen av våtmarker.